# どてちんレンジャー
どてちんレンジャーは、かつて太田プロダクションで活動していたお笑いコンビ。2007年結成、2012年12月解散。

## メンバー
- 野崎 修三郎（のざき しゅうざぶろう、1981年3月10日 - ） 神奈川県出身。168cm、70kg。ツッコミ担当。
  - 過去に石沢勤（現:新宿カウボーイ）と「やまうば」というコンビで活動していた。
  - コンビ解散後は芸能界を引退し、飲食店に勤務。
  - 2014年、元交際相手の女性宅に侵入したとして住居侵入と窃盗容疑の疑いで逮捕された。
- 岩原 弘幸（いわはら ひろゆき、1979年11月27日 - ） 鳥取県出身。160cm、65kg。ボケ担当。
  - スクールJCA8期生。かつて「岩原クラブ」という芸名で、プロダクション人力舎に所属していた。
  - コンビ解散後はピン芸人「岩ちゃん」として活動中。
  - 現在は西口プロレスでも若手興行を中心に棚ボタ弘至として活動中。

## 来歴
- 岩原が総合格闘技、野崎がテコンドー、2人とも格闘技経験者でSRS、西口プロレスなどにも出演している。
- 岩原が橋下徹、野崎が『賭博黙示録カイジ』など、2人ともモノマネが得意で『爆笑そっくりものまね紅白歌合戦』などにも出演している。
- 2人ともボウリングが好きで、野崎が『雨上がり決死隊のトーク番組アメトーーク!』などにも出演している。
- 2012年12月16日の太田プロジュニアライブを最後にコンビを解散した。

## 主な出演番組

### テレビ
TBS
- 爆笑!ものまねウォーズ
- スパニチ!!
- 王様のブランチ
- おもろゲ動画SHOW 投稿!1000000000ビュー

フジテレビ
- 金曜エンタテイメントスチュワーデス刑事
- 100人目のバカ
- SRS (テレビ番組)
- 爆笑そっくりものまね紅白歌合戦（橋下徹のモノマネで出演）

日本テレビ
- ショーバト!

テレビ朝日
- 土曜ワイド劇場変装婦警の殺人事件簿
- 生放送はとまらない!
- 銭形金太郎
- ビートたけしのTVタックル
- タモリ倶楽部
- 雨上がり決死隊のトーク番組アメトーーク!（野崎のみ）

テレビ東京
- 給与明細
- やるヌキッ!

テレビ埼玉
- 出玉伝説→真王伝説

テレビ神奈川
- お笑い図鑑 ハマヌキ

BS
- 大人の自由時間
- 王様のブランチ

CS
- ダチョ・リブレ
- ゲームレコードGP
- J SPORTS
- 沿線おでかけ!! プチ散歩アワー

## エピソード
- 以前、ネットテレビで岩原がスノーボードのインストラクターをやっていた時に監禁されていた話を披露していた。
- 岩原の実家は昔、遊郭を経営していたらしい。遊女の呪いでよく心霊体験をするという話を披露していた。
- 野崎は浅草キッド、インスタントジョンソンの運転手をやっている。
- 野崎は色々なバイトをしてはすぐに辞めるの繰り返しで、バイト遍歴がそうとう多彩という話を披露していた。